# 阴茎切除术

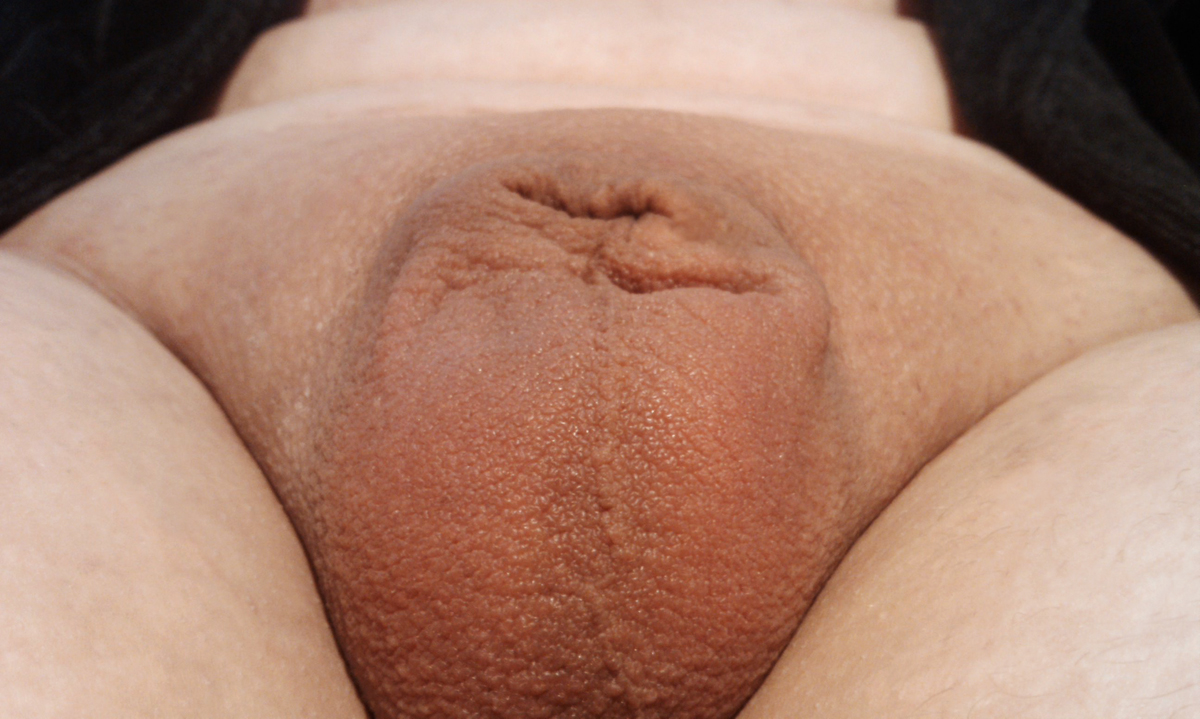
阴茎部分切除後的男性阴部。

阴茎切除术是指通过手术手段切除阴茎留下睾丸与阴囊等性器官之后再造新的尿道口，雖然對男人的性徵有影响，但性慾幾乎不會影響。但是此后只能蹲式或坐式排尿，而且比一般男性更會尿道感染。

## 适应病症
- 阴茎癌及腹股溝肉芽腫：這兩種病都有可能需要患者作部分或者全部切除阴茎。阴茎切除长度要视癌症严重程度或潰爛程度而定。
- 包皮切除手术失败，可能会导致施行阴茎全切或部分切除，如加拿大人大衛·利馬。
- 福耳尼埃氏壞疽（英语：Fournier gangrene）